# Krumme Fohre
Krumme Fohre ist ein Dorf und Gemeindeteil des Marktes Kasendorf im Landkreis Kulmbach (Oberfranken, Bayern). Krumme Fohre liegt teils in der Gemarkung Döllnitz, teils in der Gemarkung Heubsch, teils in der Gemarkung Peesten.

## Geografie

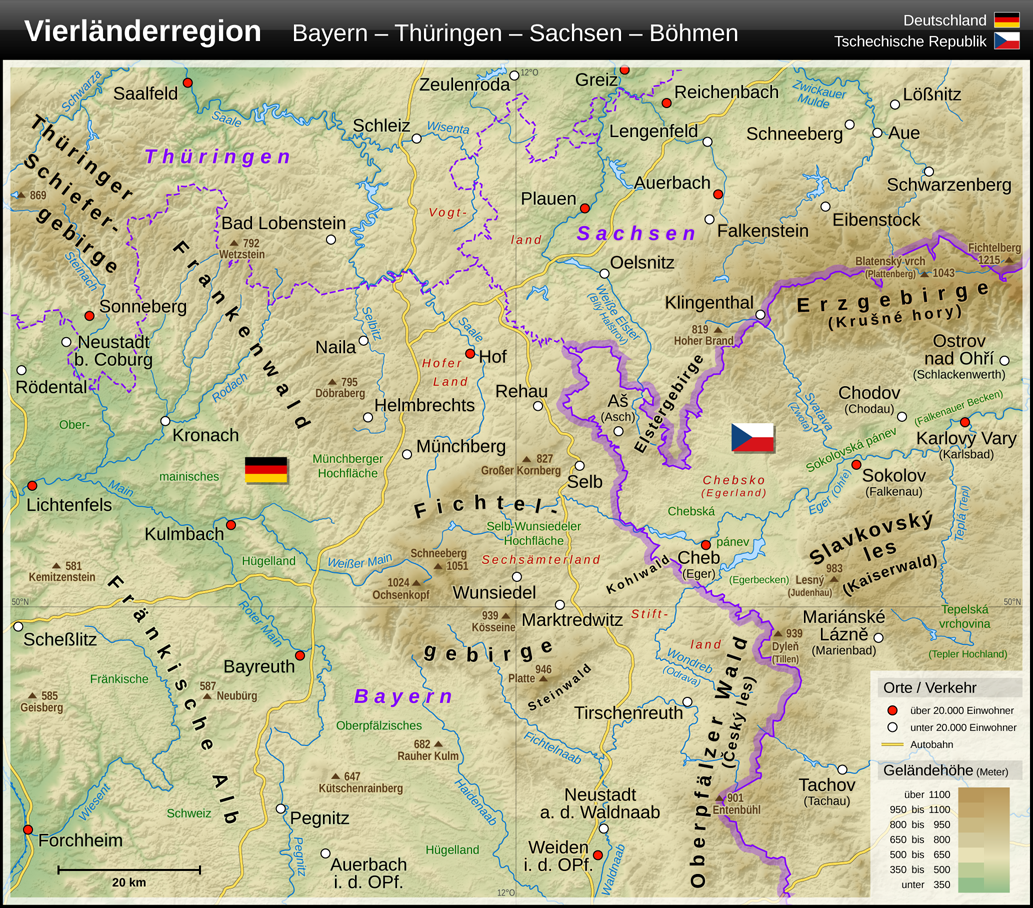
Nordost-Oberfranken

Das Dorf Krumme Fohre liegt einen Kilometer nördlich des Oberlaufs des Friesenbaches, der im Nordosten von Oberfranken entspringt und ein linker Zufluss des Roten Mains ist. Die Nachbarorte von Krumme Fohre sind Proß im Norden, Rother Hügel im Nordosten, Döllnitz im Südosten, Papiermühle im Süden, Heubsch im Südwesten und Peesten im Nordwesten. Der Ort ist von dem drei Kilometer entfernten Kasendorf aus über die Staatsstraße 2190 erreichbar.

## Geschichte
Bis zur Gebietsreform in Bayern war Krumme Fohre ein Gemeindeteil der Gemeinde Heubsch im Altlandkreis Kulmbach. Die Gemeinde Heubsch hatte 1961 insgesamt 365 Einwohner, davon 117 in Krumme Fohre. Als die Gemeinde Heubsch zu Beginn der bayerischen Gebietsreform am 1. Januar 1972 aufgelöst wurde, wurde Krumme Fohre zu einem Gemeindeteil des Marktes Kasendorf.

## Verkehr
Krumme Fohre liegt an der Staatsstraße 2190 von Kulmbach nach Würgau. Am Ort beginnt die Kreisstraße KU 4 in Richtung Weismain. Nächste Autobahn-Anschlussstelle ist Thurnau-West an der Bundesautobahn 70.
Mit der Eröffnung der Bahnstrecke von Kulmbach nach Thurnau am 11. Oktober 1908 erhielt Krumme Fohre eine Haltestelle mit einem Ladegleis. Der letzte reguläre Personenzug zwischen Kulmbach und Thurnau verkehrte am 3. September 1993. Nach der Stilllegung der Bahn wurden die Gleise abgebaut.